# Manuel de Velasco y Tejada
Manuel de Velasco y Tejada est un militaire espagnol des XVIIe et XVIIIe siècles. Il commande la flotte espagnole lors de la bataille navale de Vigo en 1702, pendant la guerre de Succession d'Espagne.
En 1708, il acquiert la charge de gouverneur du Río de la Plata (en) pour 3 000 pesos mais est arrêté sur place et renvoyé en Espagne, toutes ses possessions sur place étant confisquées.

## Source
- (en) Cet article est partiellement ou en totalité issu de l’article de Wikipédia en anglais intitulé « Manuel de Velasco y Tejada » (voir la liste des auteurs).